# Michele Maganza
Michele Maganza (Torino, 4 novembre 1981) è un attore italiano.

## Biografia
Inizia la sua carriera con il teatro, debuttando a soli 6 anni nello spettacolo La Roccia di Dio di Pier Giorgio Grasso Peroni con la regia di Antonio Salines.
Dal 2006, dopo aver conseguito il diploma da attore presso il Teatro Stabile di Genova, lavora in diverse produzioni teatrali tra cui il Mercator di Plauto con la regia di Marco Sciaccaluga e Un posto luminoso chiamato giorno di Tony Kushner.
Nel frattempo viene selezionato dalla Unione Italiana Casting per girare il cortometraggio Giovani Talenti Italiani 2006, presentato fuori concorso alla Festa del Cinema di Roma.
Nel 2007 esordisce con piccoli ruoli in alcune fiction italiane, tra cui La squadra, Il maresciallo Rocca e Tutti per Bruno e comincia a girare diversi spot pubblicitari.
I primi ruoli televisivi importanti arrivano nel 2010 con la terza serie de La nuova squadra, in cui interpreta l'agente Persico e successivamente nel 2011 nella sitcom per Rai Due eBand, nel ruolo dello zio Paz.
Nel 2010 debutta anche al cinema con un piccolo ruolo nel film La vita è una cosa meravigliosa di Carlo Vanzina e successivamente nel film Gli sfiorati di Matteo Rovere.

## Filmografia

### Cinema
- Il comandante e la cicogna, regia di Silvio Soldini (2012)
- Breve storia di lunghi tradimenti, regia di Davide Marengo (2012)
- Gli sfiorati,  regia di Matteo Rovere (2011)
- Immaturi, regia di Paolo Genovese (2011)
- La vita è una cosa meravigliosa, regia di Carlo Vanzina (2010)

### Televisione
- La vita che corre, regia di Fabrizio Costa (2011)
- eBand, regia di Yuri Rossi (2011)
- La nuova squadra, registi vari (2010)
- Due mamme di troppo, regia di Antonello Grimaldi (2009)
- Tutti per Bruno, regia di Stefano Vicario e Francesco Pavolini (2009)
- Il maresciallo Rocca e l'amico d'infanzia, regia di Fabio Jephcott (2007)
- Il commissario De Luca, regia di Antonio Frazzi (2006)
- La squadra 7, regia di Michele Carrillo (2006)

### Teatro
- "Un posto luminoso chiamato giorno" di T. Kushner, regia di Massimo Mesciulam
- "Vincent river" di Philip Ridley regia Carlo Emilio Lerici[6]
- "Mercuri fur" di Philip Ridley, regia Carlo Emilio Lerici
- "La compagnia" di M. Vincenti, regia Carlo Emilio Lerici
- "Nanà" di Zola, regia di Antonio Salines
- "Il malato immaginario" di Moliere regia Nucci Ladogana
- "Mercator" di Plauto, regia di Marco Sciaccaluga
- "La vittoria" di Lula Anagnostàki, regia di Anna Laura Messeri
- "I veri fantasmi" di Massimo Vincenzi, regia di Carlo Emilio Lerici
- "Enrico V" di W. Shakespeare, regia di Massimo Mesciulam
- "Sarto per signora" di Feydeau, regia di Anna Laura Messeri
- "Scherzi d'amore" regia di Anna Laura Messeri - Teatro Nazionale d'Atene
- "Je so' pazzo" recital diretto da Giovanni Dagnino
- "La principessa ranocchio" di K. Speck regia di Carlo Emilio Lerici
- "Quartetto per Viola" di e regia di Claudio Carafoli
- "Castelli" regia Antonio Salines
- "La roccia di Dio" di P. G. Grasso Peroni regia di Antonio Salines